# Miguel Castro Elías
Miguel Castro Elías (Tochtepec, Puebla, 11 de junio de 1910-?) fue un sindicalista y político mexicano, que fue miembro del Partido Revolucionario Institucional (PRI). Fue en dos ocasiones diputado federal.

## Biografía
Realizó sus estudios básicos en el «Instituto José Manzo» de la ciudad de Puebla de Zaragoza. Fue trabajador en la Fábrica de Hilados y Texistles de Río Blanco de 1926 a 1936 y en la Cervecería Moctezuma de Orizaba, Veracruz de 1936 a 1979; ahí comenzaría su carrera como líder sindical junto a otros dirigentes como Daniel Sierra Rivera.
De 1957 a 1958 fue representante laboral ante la Junta Federal de Conciliación y Arbitraje de Veracruz, de 1959 a 1962 fue elegido diputado al Congreso del Estado de Veracruz por el Distrito 8 local, y en 1964 fue por primera vez postulado candidato del PRI a diputado federal por el Distrito 9 de Veracruz, resultando elegido para la XLVI Legislatura de 1964 a 1967; en ella fue integrante de la comisión 2a. de Trabajo.
Fue, en cuatro periodos, secretario general del Sindicato de Obreros y Artesanos de la Industria Cervecera y Conexas (SOAICC) y de la Federación de Sindicatos de Trabajadores de la Industria Cervecera de la República Mexicana, parte de la Confederación Revolucionaria de Obreros y Campesinos (CROC); de 1961 a 1964 fue secretario general de la CROC en Orizaba, y de 1968 a 1970 secretario de Conflictos de la misma organización. De 1971 a 1974 fue por segunda ocasión secretario general de la CROC en Veracruz y de 1979 a 1979 presidente del comité político y de 1976 a 1980 secretario de Asuntos Económicos y Técnicos.
De 1978 a 1979 fue presidente nacional de la CROC; éste último año fue por segunda vez postulado candidato a diputado federal por el Distrito 9, representándolo en esta ocasión a la LI Legislatura de 1978 a 1982.